# 詭祭
《詭祭》，原片名《狂歡時刻》，是一部臺灣與荷蘭合拍驚悚懸疑片，由光譜映像、Lemming Film發行。此電影由王洪飛（David Verbeek）執導，由薛斯布隆、安妮、阮承恩、曹晏豪、鍾瑶主演。電影於2021年2月5日在荷蘭鹿特丹影展線上首映。9月30日台北電影節首映。將於台灣OTT平台LiTV 線上影視上架播出。

## 製作
2019年4月8日舉辦卡司發布會。5月15日舉辦殺青記者會。

## 獎項
| 類別             | 頒獎日期      | 獎項         | 入圍者／作品    | 結果 | 參考 |
| ---------------- | ------------- | ------------ | --------------- | ---- | ---- |
| 第23屆臺北電影獎 | 2021年10月9日 | 最佳攝影     | Jasper Wolf     | 提名 |      |
| 第23屆臺北電影獎 | 2021年10月9日 | 最佳美術設計 | Elsje de Bruijn | 提名 |      |

## 外部連結
- 詭祭的Facebook專頁
- 互联网电影数据库（IMDb）上《詭祭》的资料（英文）
- 開眼電影網上《詭祭》的資料（繁體中文）
- 台灣電影網上《詭祭》的資料（繁體中文）
- . 台北金馬影展.   [2021-08-11]. （原始内容存档于2021-08-11）.